# Axel Brunius
Karl Axel Gomer Brunius, född 11 juli 1876, död 27 april 1951, var en svensk tidningsman. Han var bror till John W. Brunius och August Brunius, och brorsons son till Carl Georg Brunius.
Brunius blev filosofie kandidat vid Uppsala universitet 1896 och var efter 12 års anställning vid Stockholms Dagblad 1908–1945 redaktör för och utgivare av Industria. Han medverkade även i övrigt i dagspressen, särskilt i ekonomiska och fackliga frågor. Tillsammans med Karl Hildebrand utgav han 1934 Fackföreningsrörelsen och samhället.
Axel Brunius är begraven på Norra begravningsplatsen utanför Stockholm.